# Bóng ném tại Đại hội Thể thao Đông Nam Á 2007

Giải bóng ném tại Đại hội Thể thao Đông Nam Á 2007 diễn ra từ ngày 7 đến ngày 12 tháng 12 năm 2007 với 2 nội dung thi đấu.

## Xếp hạng theo quốc gia
| Hạng | Đoàn     | Vàng | Bạc | Đồng | Tổng |
| ---- | -------- | ---- | --- | ---- | ---- |
| 1    | Thái Lan | 2    | 0   | 0    | 2    |
| 2    | Việt Nam | 0    | 2   | 0    | 2    |
| 3    | Malaysia | 0    | 0   | 2    | 2    |
| Tổng | Tổng     | 2    | 2   | 2    | 6    |

## Bảng huy chương
| Nội dung | Vàng     | Bạc      | Đồng     |          |
| -------- | -------- | -------- | -------- | -------- |
| Nam      | Thái Lan | Việt Nam | Malaysia | chi tiết |
| Nữ       | Thái Lan | Việt Nam | Malaysia | chi tiết |